# Bjergets tårer
|  | Denne artikel er oprettet af botten Steenthbot ud fra en ekstern database. Den kan derfor have sproglige fejl eller mangler. Denne skabelon kan fjernes efter kontrol af indholdet. |

Bjergets tårer er en dansk kortfilm fra 2022 instrueret af Lena Milovic.

## Handling
Mina er vandret op i bjergene for at søge svar på de problemer, hun har med sin partner Daniel. Hun savner ham, men hun er også i tvivl. En kvinde i bjergene stiller hende opgaven; at helbrede et døende træ - så vil hun vide besked. Rejsen er udfordrende og tester Mina, men giver hende samtidig mulighed for at mærke efter og se sit liv - og Daniel - i et nyt lys.
Bjergets Tårer er et eventyr om stormende forelskelse, om at blive nedbrudt, og om rejsen mod at genfinde sig selv.

## Medvirkende
- Marijana Jankovic
- Magnus Krepper
- Dragana Milutinovic